# Großsteingräber bei Bevensen
Die Großsteingräber bei Bevensen waren drei megalithische Grabanlagen der jungsteinzeitlichen Trichterbecherkultur bei Bad Bevensen im Landkreis Uelzen (Niedersachsen). Sie wurden im 19. Jahrhundert zerstört. Die Gräber befanden sich östlich des Ortes und bildeten eine Gruppe. Sie wurden in den 1840er Jahren durch Georg Otto Carl von Estorff dokumentiert, aber nicht näher beschrieben. Über Ausrichtung, Maße und Grabtyp liegen keine Informationen vor.